# Business + Innovation - Steinbeis Executive Magazin
Business und Innovation – Steinbeis Executive Magazin (B+I) war eine von 2010 bis 2013 erscheinende unabhängige, praxisorientierte und theoriegeleitete betriebswirtschaftliche Fachzeitschrift. Herausgeber und Chefredakteur war Frank Keuper von der Steinbeis-Hochschule Berlin.
Ziel von B+I als unabhängige, transferorientierte, betriebswirtschaftliche Fachzeitschrift war es, zum Schmelztiegel von Forschung und Praxis zu werden. Wissenschaftlich fundierte, theoriegeleitete oder empirisch ausgerichtete Originalbeiträge in deutscher und englischer Sprache wurden gleichermaßen in B+I berücksichtigt. Darüber hinaus waren Beiträge, die sich mit dem aktuellen Forschungsstand zu einem speziellen Thema auseinandersetzen, ebenfalls willkommen.
B+I erschien im Gabler-Verlag zwischen 2010 und 2013 viermal im Jahr mit Themen aus den Bereichen:
- Strategie: Strategisches Management, Organisations-Management, Geschäftsmodellbildung,
- Innovation: Innovations- und Wissensmanagement, Technologie- sowie IuK-Management,
- Global View: Branchenübergreifende Trends und aktuelle Marktentwicklungen.

Interviews, interdisziplinäre Fallstudien und ein Meinungsspiegel rundeten die genannten Rubriken zusätzlich ab.
Die Beiträge in B+I wurden im internationalen Standards entsprechenden Double-blind-review-Verfahren begutachtet.
B+I war im VHB-Jourqual 2.1 mit dem Ranking der Stufe E (4,9) eingestuft.
Nach der Einstellung 2013 firmierte die Zeitschrift 2014 projektbedingt für zwei Ausgaben beim Logos Verlag unter dem Namen Management + Innovation, eine darüber hinausgehende Weiterführung war jedoch nicht geplant.